# Vienne (reka)
Vienne je ena glavnih rek zahodne Francije, levi pritok Loare. Na njej je zgrajenih veliko hidroelektrarn. Izvira na planoti Millevaches, sprva teče rahlo proti zahodu, za Limogesom pa se obrne na sever. Po 390 km se pri Candes-Saint-Martinu izliva v Loaro.

## Geografija

### Porečje
- Maulde (Saint-Léonard-de-Noblat)
- Briance (Bosmie-l'Aiguille)
- Taurion (Saint-Priest-Taurion)
- Clain (Châtellerault)
- Creuse (severno od Châtelleraulta)

### Departmaji in kraji
- Haute-Vienne: Limoges,
- Charente: Chabanais, Confolens,
- Vienne: L'Isle-Jourdain, Chauvigny, Châtellerault,
- Indre-et-Loire: L'Île-Bouchard, Chinon.